# Landkreis Hainichen
Der Landkreis Hainichen bestand vom 17. Mai 1990 bis zum 1. August 1994 im Freistaat Sachsen.

## Geschichte
Der Landkreis Hainichen entstand am 17. Mai 1990 durch Umbenennung auf Grund eines Gesetzes aus dem Kreis Hainichen. Lediglich die Gemeinde Beerwalde schied durch Zusammenschluss mit den Gemeinden Crossen bei Mittweida, Erlau und Schweikershain des Landkreises Rochlitz zur neuen Gemeinde Erlau im Landkreis Rochlitz am 1. März 1994 aus. Bei der Kreisreform am 1. August 1994 ging der Landkreis vollständig im neuen Landkreis Mittweida auf.

## Geographie
Durch den Landkreis fließen die Flüsse Striegis und Zschopau, die in der Talsperre Kriebstein aufgestaut wird.
|                    | Landkreis Döbeln                            | Landkreis Meißen   |
| Landkreis Rochlitz | Kompassrose, die auf Nachbargemeinden zeigt | Landkreis Freiberg |
|                    | Landkreis Chemnitz                          | Landkreis Flöha    |

## Gliederung
| Städte 1. Hainichen 2. Frankenberg 3. Mittweida | Gemeinden 1. Altmittweida 2. Arnsdorf bei Hainichen 3. Beerwalde 4. Berbersdorf 5. Bockendorf 6. Böhrigen 7. Cunnersdorf 8. Dittersbach 9. Dittersdorf 10. Ehrenberg 11. Erlebach 12. Etzdorf 13. Eulendorf 14. Falkenau bei Hainichen 15. Falkenhain bei Mittweida 16. Gersdorf 17. Goßberg 18. Greifendorf 19. Grünlichtenberg 20. Hermsdorf bei Mittweida 21. Höckendorf bei Waldheim 22. Höfchen 23. Irbersdorf | 1. Kriebethal 2. Krumbach 3. Langenstriegis 4. Lauenhain 5. Marbach 6. Mobendorf 7. Moosheim 8. Naundorf bei Roßwein 9. Ottendorf bei Mittweida 10. Pappendorf 11. Reichenbach 12. Riechberg 13. Ringethal 14. Rossau 15. Sachsenburg 16. Schlegel 17. Schönborn-Dreiwerden 18. Seifersbach 19. Tanneberg 20. Zschöppichen |

## Änderung der Verwaltungsstruktur
Die Anzahl der Gemeinden verringerte sich u. a. durch Zusammenschlüsse von 46 auf 20.
- Zusammenschluss der Gemeinden Irbersdorf und Sachsenburg zur neuen Gemeinde Sachsenburg-Irbersdorf (1. Januar 1992)
- Zusammenschluss der Gemeinden Schönborn-Dreiwerden und Seifersbach zur neuen Gemeinde Schönborn-Dreiwerden-Seifersbach (1. Januar 1992)
- Auflösung der Gemeinde Sachsenburg-Irbersdorf – Eingliederung nach Frankenberg (1. Januar 1994)
- Auflösung der Gemeinden Bockendorf, Cunnersdorf, Eulendorf, Gersdorf und Riechberg – Eingliederung nach Hainichen (1. Januar 1994)
- Auflösung der Gemeinde Ringethal – Eingliederung nach Mittweida (1. Januar 1994)
- Auflösung der Gemeinden Hermsdorf bei Mittweida und Moosheim – Eingliederung nach Rossau (1. Januar 1994)
- Zusammenschluss der Gemeinden Ehrenberg, Höfchen und Kriebethal zur neuen Gemeinde Kriebstein (1. Januar 1994)
- Zusammenschluss der Gemeinden Berbersdorf, Goßberg, Mobendorf und Pappendorf zur neuen Gemeinde Striegistal (1. Januar 1994)
- Zusammenschluss der Gemeinden Arnsdorf bei Hainichen, Böhrigen, Dittersdorf, Etzdorf, Marbach und Naundorf bei Roßwein zur neuen Gemeinde Tiefenbach (1. Januar 1994)
- Auflösung der Gemeinde Langenstriegis – Eingliederung nach Frankenberg (1. März 1994)
- Auflösung der Gemeinde Höckendorf bei Waldheim – Eingliederung nach Grünlichtenberg (1. März 1994)
- Auflösung der Gemeinde Greifendorf – Eingliederung nach Rossau (1. März 1994)
- Auflösung der Gemeinde Erlebach – Eingliederung nach Kriebstein (1. März 1994)
- Auflösung der Gemeinde Beerwalde – Zusammenschluss mit den Gemeinden Crossen bei Mittweida, Erlau und Schweikershain des Landkreises Rochlitz zur neuen Gemeinde Erlau im Landkreis Rochlitz (1. März 1994)

## Verkehr
Durch den Landkreis verliefen die Bundesautobahn 4 mit den Anschlussstellen Berbersdorf, Hainichen und Frankenberg sowie die Bundesstraße 169. Daneben führten die Bahnstrecken Riesa-Chemnitz und Roßwein-Niederwiesa bis Hainichen durch den Landkreis.